# Университет Востока (Неаполь)
Университет Востока (итал. Università degli Studi di Napoli "L'Orientale") — университет, расположенный в Неаполе, Италия. Он был основан в 1732 году и состоит из 4 факультетов. Это старейшая школа синологии и востоковедения европейского континента и главный университет в Италии, специализирующийся на изучении неевропейских языков и культур, с исследованиями и сотрудничеством с университетами по всему миру. Это один из самых престижных университетов мира в отношении азиатских культур и языков.

## История
Университет Востока — это старейшая школа синологии и востоковедения в Европе.
Имя «Orientale» является ключом к истокам заведения. В середине XVII века маньчжуры создали Цинскую империю в Китае и начал замечательный период открытости к западу. К этому времени относится прибытие христианских миссионеров. Одним из таких людей был миссионер Маттео Рипа, из Конгрегации евангелизации народов из Неаполитанского королевства, который работал в качестве художника и медного гравера в императорском дворе императора Канси между 1711 и 1723 годами. Он вернулся в Неаполь из Китая с четырьмя молодыми китайскими христианами, все были учителями их родного языка; они сформировали ядро того, что станет «китайским институтом» Неаполя, санкционированным Папой Климентом XII в 1732 году, чтобы преподавать китайцам-миссионерам и тем самым продвигать распространение христианства в Китае. Первоначально он также был создан для обучения индийских и китайских языковых экспертов для Остендской компании.
После объединения Италии в 1861 году институт преобразован в «Королевский азиатский колледж» и в учебную программу были добавлены русский, хиндустани и персидский языки. Затем учреждение стало светской школой для изучения восточных языков в целом, а затем, в течение десятилетий, африканских языков и, фактически, всех современных европейских языков. Сегодня преподаются более 50 языков.

## Факультеты и организации
В 1932 году Университет переехал в свою нынешнюю штаб-квартиру — палаццо Джуссо. Однако, как и большинство университетов Италии, в Ориентале нет одного основного «кампуса», а учреждения находятся по всему городу в нескольких разных зданиях. К ним относятся палаццо Джуссо в историческом центре Неаполя; большой переделанный монастырь Санта-Мария-Порта-Коэли недалеко от Неапольского собора; и новый корпус палаццо Медитерранео. В палаццо Медитерранео находится Centro Interdipartimentale dei servizi Linguistici ed Audiovisivi (сокр. CILA) — «языковая лаборатория», удостоенная наград, в которой есть спутниковое телевидение для международного программирования, впечатляющая студия звукозаписи и компьютеры для доступа в интернет.
Четыре факультета:
- Иностранные языки и литература
- Арабско-исламские и средиземноморские исследования
- Письма и философия
- Политические науки

Они далее подразделяются на девять направлений:
- Азиатские исследования
- Классический мир и древнее Средиземноморье
- Африканские и арабские страны
- Восточная Европа
- Социальные науки
- Философия и политика
- Сравнительные исследования
- Американские культурные и лингвистические исследования
- Европейская литература и лингвистические исследования

Главная библиотека:
Маурицио Таддей, Палаццо Корильяно (ит.) — более 60 000 древних томов.